# Utah Jazz 2010-2011
La stagione 2010-11 degli Utah Jazz fu la 37ª nella NBA per la franchigia.
Gli Utah Jazz arrivarono quarti nella Northwest Division della Western Conference con un record di 39-43, non qualificandosi per i play-off.

## Roster
| N° | Naz.                               | Ruolo | Sportivo         | Anno | Alt. | Peso |
| -- | ---------------------------------- | ----- | ---------------- | ---- | ---- | ---- |
| 3  | Stati Uniti (bandiera)             | G     | Kyle Weaver      | 1986 | 198  | 91   |
| 5  | Stati Uniti (bandiera)             | G     | Devin Harris     | 1983 | 191  | 84   |
| 8  | Stati Uniti (bandiera)             | G     | Deron Williams   | 1984 | 191  | 95   |
| 11 | Stati Uniti (bandiera)             | G     | Earl Watson      | 1979 | 185  | 88   |
| 13 | Turchia (bandiera)                 | AC    | Mehmet Okur      | 1979 | 211  | 113  |
| 15 | Stati Uniti (bandiera)             | A     | Derrick Favors   | 1991 | 208  | 112  |
| 16 | Paesi Bassi (bandiera)             | C     | Francisco Elson  | 1976 | 213  | 107  |
| 17 | Stati Uniti (bandiera)             | G     | Ronnie Price     | 1983 | 188  | 86   |
| 19 | Isole Vergini Americane (bandiera) | G     | Raja Bell        | 1976 | 196  | 93   |
| 20 | Stati Uniti (bandiera)             | A     | Gordon Hayward   | 1990 | 203  | 94   |
| 24 | Stati Uniti (bandiera)             | A     | Paul Millsap     | 1985 | 203  | 111  |
| 25 | Stati Uniti (bandiera)             | A     | Al Jefferson     | 1985 | 208  | 120  |
| 34 | Stati Uniti (bandiera)             | G     | C.J. Miles       | 1987 | 198  | 95   |
| 40 | Stati Uniti (bandiera)             | A     | Jeremy Evans     | 1987 | 206  | 89   |
| 44 | Ucraina (bandiera)                 | C     | Kyrylo Fesenko   | 1986 | 216  | 131  |
| 47 | Russia (bandiera)                  | A     | Andrej Kirilenko | 1981 | 206  | 100  |
| 50 | Stati Uniti (bandiera)             | C     | Marcus Cousin    | 1986 | 211  | 111  |

## Staff tecnico
- Allenatori: Jerry Sloan (31-23) (fino al 9 febbraio)[1], Tyrone Corbin (8-20)
- Vice-allenatori: Phil Johnson (fino al 9 febbraio), Tyrone Corbin (fino al 9 febbraio), Scott Layden, Jeff Hornacek (dal 14 febbraio)
- Vice-allenatore per lo sviluppo dei giocatori: Mark McKown
- Preparatore atletico: Gary Briggs
- Assistente preparatore: Brian Zettler